# 대한민국의 고속도로 나들목 목록
이 문서는 현재 대한민국에서 존재하는 고속도로 나들목이다.

## ㄱ
| 나들목 이름        | 소재지                          | 소속 고속도로                          |
| ------------------ | ------------------------------- | -------------------------------------- |
| 가락 나들목        | 부산광역시 강서구               | 남해고속도로제2지선                    |
| 가산 나들목        | 경상북도 칠곡군                 | 중앙고속도로                           |
| 가조 나들목        | 경상남도 거창군                 | 광주대구고속도로                       |
| 감곡 나들목        | 충청북도 음성군                 | 중부내륙고속도로                       |
| 강릉 나들목        | 강원특별자치도 강릉시           | 동해고속도로                           |
| 강일 나들목        | 서울특별시 강동구               | 서울양양고속도로 수도권제1순환고속도로 |
| 강진무위사 나들목  | 전라남도 강진군                 | 남해고속도로                           |
| 강촌 나들목        | 강원특별자치도 춘천시           | 서울양양고속도로                       |
| 거창 나들목        | 경상남도 거창군                 | 광주대구고속도로                       |
| 건천 나들목        | 경상북도 경주시                 | 경부고속도로                           |
| 검단양촌 나들목    | 인천광역시 서구                 | 수도권제2순환고속도로                  |
| 경산 나들목        | 경상북도 경산시                 | 경부고속도로                           |
| 경주 나들목        | 경상북도 경주시                 | 경부고속도로                           |
| 계룡 나들목        | 대전광역시 서구 충청남도 계룡시 | 호남고속도로지선                       |
| 계양 나들목        | 인천광역시 계양구               | 수도권제1순환고속도로                  |
| 고덕 나들목        | 충청남도 예산군                 | 서산영덕고속도로                       |
| 고등 나들목        | 경기도 성남시                   | 용인서울고속도로                       |
| 고령 나들목        | 경상북도 고령군                 | 광주대구고속도로                       |
| 고모 나들목        | 경기도 포천시                   | 수도권제2순환고속도로                  |
| 고성 나들목        | 경상남도 고성군                 | 통영대전고속도로                       |
| 고양 나들목        | 경기도 고양시                   | 수도권제1순환고속도로                  |
| 고창 나들목        | 전북특별자치도 고창군           | 서해안고속도로                         |
| 고흥 나들목        | 전라남도 고흥군                 | 남해고속도로                           |
| 곡성 나들목        | 전라남도 곡성군                 | 호남고속도로                           |
| 곤양 나들목        | 경상남도 사천시                 | 남해고속도로                           |
| 곤지암 나들목      | 경기도 광주시                   | 중부고속도로                           |
| 공주 나들목        | 충청남도 공주시                 | 서산영덕고속도로                       |
| 공항신도시 분기점  | 인천광역시 중구                 | 제2경인고속도로 인천국제공항고속도로   |
| 광교상현 나들목    | 경기도 수원시 경기도 용인시     | 용인서울고속도로                       |
| 광명 나들목        | 경기도 광명시                   | 제2경인고속도로                        |
| 광명역 나들목      | 경기도 안양시 경기도 광명시     | 서해안고속도로                         |
| 광산 나들목        | 광주광역시 광산구               | 호남고속도로                           |
| 광양 나들목        | 전라남도 광양시                 | 남해고속도로                           |
| 광재 나들목        | 경상남도 김해시                 | 부산외곽순환고속도로                   |
| 광주 나들목        | 경기도 광주시                   | 중부고속도로                           |
| 광천 나들목        | 충청남도 보령시 충청남도 홍성군 | 서해안고속도로                         |
| 괴산 나들목        | 충청북도 괴산군                 | 중부내륙고속도로                       |
| 구례화엄사 나들목  | 전라남도 구례군                 | 순천완주고속도로                       |
| 구리 나들목        | 경기도 구리시                   | 수도권제1순환고속도로                  |
| 구미 나들목        | 경상북도 구미시                 | 경부고속도로                           |
| 구병산 나들목      | 충청북도 보은군                 | 서산영덕고속도로                       |
| 구서 나들목        | 부산광역시 금정구               | 경부고속도로                           |
| 군북 나들목        | 경상남도 함안군                 | 남해고속도로                           |
| 군산 나들목        | 전라북도 군산시                 | 서해안고속도로                         |
| 군위 나들목        | 대구광역시 군위군               | 중앙고속도로                           |
| 군포 나들목        | 경기도 군포시                   | 영동고속도로                           |
| 근덕 나들목        | 강원특별자치도 삼척시           | 동해고속도로                           |
| 금강 나들목        | 충청북도 옥천군                 | 경부고속도로                           |
| 금곡 나들목        | 경기도 수원시                   | 평택파주고속도로                       |
| 금산 나들목 (금산) | 충청남도 금산군                 | 통영대전고속도로                       |
| 금산 나들목 (인천) | 인천광역시 중구                 | 인천국제공항고속도로                   |
| 금산사 나들목      | 전북특별자치도 김제시           | 호남고속도로                           |
| 금왕꽃동네 나들목  | 충청북도 음성군                 | 평택제천고속도로                       |
| 금정 나들목        | 부산광역시 금정구               | 부산외곽순환고속도로                   |
| 금천 나들목        | 서울특별시 금천구               | 서해안고속도로                         |
| 금촌 나들목        | 경기도 파주시                   | 평택파주고속도로                       |
| 기장 나들목        | 부산광역시 기장군               | 동해고속도로 부산외곽순환고속도로      |
| 기장철마 나들목    | 부산광역시 기장군               | 부산외곽순환고속도로                   |
| 기흥 나들목        | 경기도 용인시                   | 경부고속도로                           |
| 기흥동탄 나들목    | 경기도 화성시                   | 경부고속도로                           |
| 김제 나들목        | 전라북도 김제시                 | 호남고속도로                           |
| 김천 나들목        | 경상북도 김천시                 | 경부고속도로                           |
| 김포 나들목        | 경기도 김포시                   | 수도권제1순환고속도로                  |
| 김포공항 나들목    | 서울특별시 강서구               | 인천국제공항고속도로                   |
| 김해가야 나들목    | 경상남도 김해시                 | 부산외곽순환고속도로                   |

## ㄴ
| 나들목 이름        | 소재지                      | 소속 고속도로                        |
| ------------------ | --------------------------- | ------------------------------------ |
| 나주 나들목        | 전라남도 나주시             | 무안광주고속도로                     |
| 남강릉 나들목      | 강원특별자치도 강릉시       | 동해고속도로                         |
| 남경주 나들목      | 경상북도 경주시             | 동해고속도로                         |
| 남고창 나들목      | 전북특별자치도 고창군       | 고창담양고속도로                     |
| 남공주 나들목      | 충청남도 공주시             | 논산천안고속도로                     |
| 남구리 나들목      | 경기도 구리시               | 세종포천고속도로                     |
| 남구미 나들목      | 경상북도 구미시             | 경부고속도로                         |
| 남군포 나들목      | 경기도 군포시               | 평택파주고속도로                     |
| 남김천 나들목      | 경상북도 김천시             | 중부내륙고속도로                     |
| 남대구 나들목      | 대구광역시 달서구           | 중부내륙고속도로지선                 |
| 남대전 나들목      | 대전광역시 동구             | 통영대전고속도로                     |
| 남동 나들목        | 인천광역시 남동구           | 제2경인고속도로                      |
| 남밀양 나들목      | 경상남도 밀양시             | 중앙고속도로                         |
| 남별내 나들목      | 경기도 남양주시             | 세종포천고속도로                     |
| 남봉담 나들목      | 경기도 화성시               | 수도권제2순환고속도로                |
| 남비봉팔탄 나들목  | 경기도 화성시               | 수도권제2순환고속도로                |
| 남사진위 나들목    | 경기도 평택시 경기도 용인시 | 경부고속도로                         |
| 남상주 나들목      | 경상북도 상주시             | 서산영덕고속도로                     |
| 남성주 나들목      | 경상북도 성주군             | 중부내륙고속도로                     |
| 남세종 나들목      | 세종특별자치시              | 서산영덕고속도로                     |
| 남안동 나들목      | 경상북도 안동시             | 중앙고속도로                         |
| 남안산 나들목      | 경기도 안산시               | 평택시흥고속도로                     |
| 남안성 나들목      | 경기도 안성시               | 평택제천고속도로                     |
| 남양산 나들목      | 경상남도 양산시             | 중앙고속도로지선                     |
| 남양양 나들목      | 강원특별자치도 양양군       | 동해고속도로                         |
| 남양주 나들목      | 경기도 남양주시             | 수도권제1순환고속도로                |
| 남양평 나들목      | 경기도 양평군               | 중부내륙고속도로                     |
| 남여주 나들목      | 경기도 여주시               | 중부내륙고속도로                     |
| 남원 나들목        | 전북특별자치도 남원시       | 광주대구고속도로                     |
| 남원주 나들목      | 강원특별자치도 원주시       | 중앙고속도로                         |
| 남이천 나들목      | 경기도 이천시               | 중부고속도로                         |
| 남제천 나들목      | 충청북도 제천시             | 중앙고속도로                         |
| 남지 나들목        | 경상남도 창녕군             | 중부내륙고속도로                     |
| 남진례 나들목      | 경상남도 김해시             | 남해고속도로제3지선                  |
| 남천안 나들목      | 충청남도 천안시             | 논산천안고속도로                     |
| 남청라 분기점      | 인천광역시 서구             | 수도권제2순환고속도로                |
| 남청주 나들목      | 충청북도 청주시             | 경부고속도로 서산영덕고속도로        |
| 남춘천 나들목      | 강원특별자치도 춘천시       | 서울양양고속도로                     |
| 남포항 나들목      | 경상북도 포항시             | 동해고속도로                         |
| 남풍세 나들목      | 충청남도 천안시             | 논산천안고속도로                     |
| 내서 분기점        | 경상남도 창원시             | 중부내륙고속도로 남해고속도로제1지선 |
| 내장산 나들목      | 전북특별자치도 정읍시       | 호남고속도로                         |
| 내촌 나들목 (포천) | 경기도 포천시               | 수도권제2순환고속도로                |
| 내촌 나들목 (홍천) | 강원특별자치도 홍천군       | 서울양양고속도로                     |
| 내포 나들목        | 경기도 파주시               | 평택파주고속도로                     |
| 노포 나들목        | 부산광역시 금정구           | 경부고속도로                         |
| 논산 나들목        | 충청남도 논산시             | 호남고속도로지선                     |
| 능해 나들목        | 인천광역시 미추홀구         | 제2경인고속도로                      |

## ㄷ
| 나들목 이름        | 소재지                | 소속 고속도로         |
| ------------------ | --------------------- | --------------------- |
| 다부 나들목        | 경상북도 칠곡군       | 중앙고속도로          |
| 다사 나들목        | 대구광역시 달성군     | 대구외곽순환고속도로  |
| 단성 나들목        | 경상남도 산청군       | 통영대전고속도로      |
| 단양 나들목        | 충청북도 단양군       | 중앙고속도로          |
| 달매 나들목        | 경기도 남양주시       | 수도권제2순환고속도로 |
| 달서 나들목        | 대구광역시 달서구     | 대구외곽순환고속도로  |
| 담양 나들목        | 전라남도 담양군       | 광주대구고속도로      |
| 당진 나들목        | 충청남도 당진시       | 서해안고속도로        |
| 대곶 나들목        | 경기도 김포시         | 수도권제2순환고속도로 |
| 대관령 나들목      | 강원특별자치도 평창군 | 영동고속도로          |
| 대동 나들목        | 경상남도 김해시       | 중앙고속도로          |
| 대소 나들목        | 충청북도 음성군       | 중부고속도로          |
| 대신 나들목        | 경기도 여주시         | 광주원주고속도로      |
| 대왕판교 나들목    | 경기도 성남시         | 경부고속도로          |
| 대전 나들목        | 대전광역시 대덕구     | 경부고속도로          |
| 대천 나들목        | 충청남도 보령시       | 서해안고속도로        |
| 대청 나들목        | 경상남도 김해시       | 남해고속도로제3지선   |
| 덕소삼패 나들목    | 경기도 남양주시       | 서울양양고속도로      |
| 덕유산 나들목      | 전북특별자치도 무주군 | 통영대전고속도로      |
| 덕천 나들목        | 부산광역시 북구       | 남해고속도로          |
| 덕평 나들목        | 경기도 이천시         | 영동고속도로          |
| 도개 나들목        | 경상북도 구미시       | 영천상주고속도로      |
| 도롱 나들목        | 전라남도 순천시       | 남해고속도로          |
| 도척 나들목        | 경기도 광주시         | 수도권제2순환고속도로 |
| 동경주 나들목      | 경상북도 경주시       | 동해고속도로          |
| 동고령 나들목      | 경상북도 고령군       | 광주대구고속도로      |
| 동고성 나들목      | 경상남도 고성군       | 통영대전고속도로      |
| 동곤지암 나들목    | 경기도 광주시         | 광주원주고속도로      |
| 동광양 나들목      | 전라남도 광양시       | 남해고속도로          |
| 동광주 나들목      | 광주광역시 북구       | 호남고속도로          |
| 동군산 나들목      | 전북특별자치도 군산시 | 서해안고속도로        |
| 동군위 나들목      | 대구광역시 군위군     | 영천상주고속도로      |
| 동군포 나들목      | 경기도 군포시         | 영동고속도로          |
| 동김천 나들목      | 경상북도 김천시       | 경부고속도로          |
| 동김해 나들목      | 경상남도 김해시       | 남해고속도로          |
| 동남원 나들목      | 전라북도 남원시       | 광주대구고속도로      |
| 동대구 나들목      | 대구광역시 동구       | 중앙고속도로          |
| 동둔내 나들목      | 강원특별자치도 횡성군 | 영동고속도로          |
| 동림 나들목        | 광주광역시 북구       | 호남고속도로          |
| 동마산 나들목      | 경상남도 창원시       | 남해고속도로제1지선   |
| 동부산 나들목      | 부산광역시 기장군     | 동해고속도로          |
| 동상주 나들목      | 경상북도 상주시       | 서산영덕고속도로      |
| 동서천 나들목      | 충청남도 서천군       | 서천공주고속도로      |
| 동수원 나들목      | 경기도 수원시         | 영동고속도로          |
| 동순천 나들목      | 전라남도 순천시       | 순천완주고속도로      |
| 동안동 나들목      | 경상북도 안동시       | 서산영덕고속도로      |
| 동안산·당수 나들목 | 경기도 수원시         | 평택파주고속도로      |
| 동양평 나들목      | 경기도 양평군         | 광주원주고속도로      |
| 동여주 나들목      | 경기도 여주시         | 광주원주고속도로      |
| 동영천 나들목      | 경상북도 영천시       | 영천상주고속도로      |
| 동의정부 나들목    | 경기도 의정부시       | 세종포천고속도로      |
| 동전주 나들목      | 전북특별자치도 전주시 | 순천완주고속도로      |
| 동창원 나들목      | 경상남도 창원시       | 남해고속도로          |
| 동청송영양 나들목  | 경상북도 청송군       | 서산영덕고속도로      |
| 동충주 나들목      | 충청북도 충주시       | 평택제천고속도로      |
| 동탄 나들목        | 경기도 화성시         | 수도권제2순환고속도로 |
| 동판교 나들목      | 경기도 성남시         | 제2경인고속도로       |
| 동함평 나들목      | 전라남도 함평군       | 무안광주고속도로      |
| 동해 나들목        | 강원특별자치도 동해시 | 동해고속도로          |
| 동홍천 나들목      | 강원특별자치도 홍천군 | 서울양양고속도로      |
| 두물머리 나들목    | 경기도 양평군         | 수도권제2순환고속도로 |
| 둔내 나들목        | 강원특별자치도 횡성군 | 영동고속도로          |
| 둔산 나들목        | 대구광역시 동구       | 대구외곽순환고속도로  |

## ㄹ
| 나들목 이름 | 소재지 | 소속 고속도로 |
| ----------- | ------ | ------------- |

## ㅁ
| 나들목 이름     | 소재지                | 소속 고속도로                 |
| --------------- | --------------------- | ----------------------------- |
| 마곡사 나들목   | 충청남도 공주시       | 서산영덕고속도로              |
| 마도 나들목     | 경기도 화성시         | 수도권제2순환고속도로         |
| 마성 나들목     | 경기도 용인시         | 영동고속도로                  |
| 망상 나들목     | 강원특별자치도 동해시 | 동해고속도로                  |
| 매송 나들목     | 경기도 화성시         | 서해안고속도로                |
| 면온 나들목     | 강원특별자치도 평창군 | 영동고속도로                  |
| 면천 나들목     | 충청남도 당진시       | 서산영덕고속도로              |
| 목감 나들목     | 경기도 시흥시         | 서해안고속도로                |
| 목천 나들목     | 충청남도 천안시       | 경부고속도로 아산청주고속도로 |
| 무안 나들목     | 전라남도 무안군       | 서해안고속도로                |
| 무안공항 나들목 | 전라남도 무안군       | 무안광주고속도로              |
| 무주 나들목     | 전라북도 무주군       | 통영대전고속도로              |
| 무창포 나들목   | 충청남도 보령시       | 서해안고속도로                |
| 문경새재 나들목 | 경상북도 문경시       | 중부내륙고속도로              |
| 문막 나들목     | 강원특별자치도 원주시 | 영동고속도로                  |
| 문산 나들목     | 경상남도 진주시       | 남해고속도로                  |
| 문수 나들목     | 울산광역시 울주군     | 동해고속도로                  |
| 문의 나들목     | 충청북도 청주시       | 서산영덕고속도로              |
| 문평 나들목     | 전라남도 나주시       | 무안광주고속도로              |
| 문학 나들목     | 인천광역시 미추홀구   | 제2경인고속도로               |
| 물금 나들목     | 경상남도 양산시       | 중앙고속도로지선              |
| 민락 나들목     | 경기도 의정부시       | 세종포천고속도로              |
| 밀양 나들목     | 경상남도 밀양시       | 중앙고속도로                  |

## ㅂ
| 나들목 이름         | 소재지                | 소속 고속도로                     |
| ------------------- | --------------------- | --------------------------------- |
| 발안 나들목         | 경기도 화성시         | 서해안고속도로                    |
| 배내골 나들목       | 경상남도 양산시       | 함양울산고속도로                  |
| 백양사 나들목       | 전라남도 장성군       | 호남고속도로                      |
| 벌교 나들목         | 전라남도 보성군       | 남해고속도로                      |
| 범서 나들목         | 울산광역시 울주군     | 동해고속도로                      |
| 별내 나들목         | 경기도 남양주시       | 수도권제1순환고속도로             |
| 보성 나들목         | 전라남도 보성군       | 남해고속도로                      |
| 보은 나들목         | 충청북도 보은군       | 서산영덕고속도로                  |
| 봉담 나들목         | 경기도 화성시         | 평택파주고속도로                  |
| 부곡 나들목         | 경기도 의왕시         | 영동고속도로                      |
| 부안 나들목         | 전북특별자치도 부안군 | 서해안고속도로                    |
| 부여 나들목         | 충청남도 부여군       | 서천공주고속도로                  |
| 부천 나들목         | 경기도 부천시         | 경인고속도로                      |
| 부평 나들목         | 인천광역시 부평구     | 경인고속도로                      |
| 북강릉 나들목       | 강원특별자치도 강릉시 | 동해고속도로                      |
| 북고양(설문) 나들목 | 경기도 고양시         | 평택파주고속도로                  |
| 북광산 나들목       | 광주광역시 광산구     | 호남고속도로                      |
| 북광주 나들목       | 광주광역시 북구       | 고창담양고속도로                  |
| 북남원 나들목       | 전라북도 남원시       | 순천완주고속도로                  |
| 북다사 나들목       | 대구광역시 달성군     | 대구외곽순환고속도로              |
| 북단양 나들목       | 충청북도 단양군       | 중앙고속도로                      |
| 북대구 나들목       | 대구광역시 북구       | 경부고속도로 중앙고속도로         |
| 북대전 나들목       | 대전광역시 유성구     | 호남고속도로지선                  |
| 북무안 나들목       | 전라남도 무안군       | 무안광주고속도로                  |
| 북상주 나들목       | 경상북도 상주시       | 중부내륙고속도로                  |
| 북수원 나들목       | 경기도 수원시         | 영동고속도로                      |
| 북안 나들목         | 경상북도 영천시       | 영천상주고속도로                  |
| 북양양 나들목       | 강원특별자치도 양양군 | 동해고속도로                      |
| 북여주 나들목       | 경기도 여주시         | 중부내륙고속도로                  |
| 북영천 나들목       | 경상북도 영천시       | 새만금포항고속도로                |
| 북오산 나들목       | 경기도 오산시         | 수도권제2순환고속도로             |
| 북원주 나들목       | 강원도 원주시         | 중앙고속도로                      |
| 북의성 나들목       | 경상북도 의성군       | 서산영덕고속도로                  |
| 북의왕 나들목       | 경기도 의왕시         | 제2경인고속도로                   |
| 북인천 나들목       | 인천광역시 서구       | 인천국제공항고속도로              |
| 북진천 나들목       | 충청북도 진천군       | 평택제천고속도로                  |
| 북창원 나들목       | 경상남도 창원시       | 남해고속도로                      |
| 북천안 나들목       | 충청남도 천안시       | 경부고속도로                      |
| 북청계 나들목       | 경기도 의왕시         | 제2경인고속도로                   |
| 북청라 나들목       | 인천광역시 서구       | 수도권제2순환고속도로             |
| 북충주 나들목       | 충청북도 충주시       | 평택제천고속도로 중부내륙고속도로 |
| 북통영 나들목       | 경상남도 통영시       | 통영대전고속도로                  |
| 북현풍 나들목       | 대구광역시 달성군     | 중부내륙고속도로지선              |
| 불갑산 나들목       | 전라남도 영광군       | 서해안고속도로                    |
| 비봉 나들목         | 경기도 화성시         | 서해안고속도로                    |

## ㅅ
| 나들목 이름          | 소재지                              | 소속 고속도로                          |
| -------------------- | ----------------------------------- | -------------------------------------- |
| 사리현 나들목        | 경기도 고양시                       | 평택파주고속도로                       |
| 사상 나들목          | 부산광역시 사상구                   | 남해고속도로제2지선                    |
| 사천 나들목          | 경상남도 사천시                     | 남해고속도로                           |
| 산단 나들목          | 경기도 파주시                       | 평택파주고속도로                       |
| 산본 나들목          | 경기도 군포시                       | 수도권제1순환고속도로                  |
| 산월 나들목          | 광주광역시 광산구                   | 호남고속도로                           |
| 산청 나들목          | 경상남도 산청군                     | 통영대전고속도로                       |
| 삼락 나들목          | 부산광역시 사상구 부산광역시 강서구 | 중앙고속도로                           |
| 삼랑진 나들목        | 경상남도 밀양시                     | 중앙고속도로                           |
| 삼례 나들목          | 전북특별자치도 완주군               | 호남고속도로                           |
| 삼막 나들목          | 경기도 안양시                       | 제2경인고속도로                        |
| 삼성 나들목          | 충청북도 음성군                     | 중부고속도로                           |
| 삼척 나들목          | 강원특별자치도 삼척시               | 동해고속도로                           |
| 상관 나들목          | 전라북도 완주군                     | 순천완주고속도로                       |
| 상동 나들목          | 경상남도 김해시                     | 중앙고속도로                           |
| 상일 나들목          | 서울특별시 강동구                   | 수도권제1순환고속도로                  |
| 상주 나들목          | 경상북도 상주시                     | 중부내륙고속도로                       |
| 새말 나들목          | 강원특별자치도 횡성군               | 영동고속도로                           |
| 생초 나들목          | 경상남도 산청군                     | 통영대전고속도로                       |
| 서공주 나들목        | 충청남도 공주시                     | 서천공주고속도로                       |
| 서광산 나들목        | 광주광역시 광산구                   | 무안광주고속도로                       |
| 서광주 나들목        | 광주광역시 서구                     | 호남고속도로                           |
| 서군위 나들목        | 대구광역시 군위군                   | 영천상주고속도로                       |
| 서김제 나들목        | 전라북도 김제시                     | 서해안고속도로                         |
| 서김포통진 나들목    | 경기도 김포시                       | 수도권제2순환고속도로                  |
| 서김해 나들목        | 경상남도 김해시                     | 남해고속도로                           |
| 서남원 나들목        | 전라북도 남원시                     | 순천완주고속도로                       |
| 서논산 나들목        | 충청남도 논산시                     | 논산천안고속도로                       |
| 서대구 나들목        | 대구광역시 서구                     | 중부내륙고속도로지선                   |
| 서대전 나들목        | 대전광역시 서구                     | 대전남부순환고속도로                   |
| 서마산 나들목        | 경상남도 창원시                     | 남해고속도로제1지선                    |
| 서변 나들목          | 대구광역시 북구                     | 대구외곽순환고속도로                   |
| 서부산 나들목        | 부산광역시 강서구                   | 남해고속도로제2지선                    |
| 서부여 나들목        | 충청남도 부여군                     | 서천공주고속도로                       |
| 서분당(고기) 나들목  | 경기도 성남시                       | 용인서울고속도로                       |
| 서산 나들목          | 충청남도 서산시                     | 서해안고속도로                         |
| 서상 나들목          | 경상남도 함양군                     | 통영대전고속도로                       |
| 서세종 나들목        | 세종특별자치시                      | 서산영덕고속도로                       |
| 서수지 나들목        | 경기도 용인시                       | 용인서울고속도로                       |
| 서순천 나들목        | 전라남도 순천시                     | 남해고속도로 호남고속도로              |
| 서안동 나들목        | 경상북도 안동시                     | 중앙고속도로                           |
| 서안산 나들목        | 경기도 안산시                       | 영동고속도로                           |
| 서안성 나들목        | 경기도 안성시                       | 평택제천고속도로                       |
| 서양양 나들목        | 강원특별자치도 양양군               | 서울양양고속도로                       |
| 서여주 나들목        | 경기도 여주시                       | 중부내륙고속도로                       |
| 서영암 나들목        | 전라남도 영암군                     | 남해고속도로                           |
| 서오창 나들목        | 충청북도 청주시                     | 아산청주고속도로                       |
| 서용인 나들목        | 경기도 용인시                       | 수도권제2순환고속도로                  |
| 서울산 나들목        | 울산광역시 울주군                   | 경부고속도로                           |
| 서원주 나들목        | 강원특별자치도 원주시               | 광주원주고속도로                       |
| 서의성 나들목        | 경상북도 의성군                     | 서산영덕고속도로                       |
| 서이천 나들목        | 경기도 이천시                       | 중부고속도로                           |
| 서인천 나들목        | 인천광역시 서구                     | 경인고속도로                           |
| 서전주 나들목        | 전라북도 완주군                     | 호남고속도로                           |
| 서종 나들목          | 경기도 양평군                       | 서울양양고속도로                       |
| 서진주 나들목        | 경상남도 진주시                     | 통영대전고속도로                       |
| 서창 분기점          | 인천광역시 남동구                   | 영동고속도로 제2경인고속도로           |
| 서천 나들목          | 충청남도 서천군                     | 서해안고속도로                         |
| 서청주 나들목        | 충청북도 청주시                     | 중부고속도로                           |
| 서충주 나들목        | 충청북도 충주시                     | 평택제천고속도로                       |
| 서판교 나들목        | 경기도 성남시                       | 용인서울고속도로                       |
| 서평택 나들목        | 경기도 평택시                       | 서해안고속도로                         |
| 서포항 나들목        | 경상북도 포항시                     | 새만금포항고속도로                     |
| 서하남 나들목        | 경기도 하남시                       | 수도권제1순환고속도로                  |
| 서함양 나들목        | 경상남도 함양군                     | 광주대구고속도로                       |
| 서호학산 나들목      | 전라남도 영암군                     | 남해고속도로                           |
| 석곡 나들목          | 전라남도 곡성군                     | 호남고속도로                           |
| 석수 나들목          | 경기도 안양시                       | 제2경인고속도로                        |
| 선단 나들목          | 경기도 포천시                       | 세종포천고속도로                       |
| 선산 나들목          | 경상북도 구미시                     | 중부내륙고속도로                       |
| 선운산 나들목        | 전라북도 고창군                     | 서해안고속도로                         |
| 설악 나들목          | 경기도 가평군                       | 서울양양고속도로                       |
| 성남 나들목          | 경기도 성남시                       | 수도권제1순환고속도로                  |
| 성주 나들목          | 경상북도 성주군                     | 중부내륙고속도로                       |
| 성채 나들목          | 경기도 광명시                       | 평택파주고속도로                       |
| 소양 나들목          | 전라북도 완주군                     | 새만금포항고속도로지선                 |
| 소하 나들목          | 경기도 광명시                       | 평택파주고속도로                       |
| 소흘 나들목          | 경기도 포천시                       | 세종포천고속도로                       |
| 속리산 나들목        | 충청북도 보은군                     | 서산영덕고속도로                       |
| 속사 나들목          | 강원특별자치도 평창군               | 영동고속도로                           |
| 속초 나들목          | 강원특별자치도 속초시               | 동해고속도로                           |
| 송내 나들목          | 경기도 부천시                       | 수도권제1순환고속도로                  |
| 송도 나들목          | 인천광역시 연수구                   | 제2경인고속도로                        |
| 송산마도 나들목      | 경기도 화성시                       | 평택시흥고속도로 수도권제2순환고속도로 |
| 송악 나들목          | 충청남도 당진시                     | 서해안고속도로                         |
| 송추 나들목          | 경기도 양주시                       | 수도권제1순환고속도로                  |
| 송탄 나들목          | 경기도 평택시                       | 평택제천고속도로                       |
| 송파 나들목          | 서울특별시 송파구                   | 수도권제1순환고속도로                  |
| 수동 나들목          | 경기도 남양주시                     | 수도권제2순환고속도로                  |
| 수동 하이패스 나들목 | 경기도 남양주시                     | 수도권제2순환고속도로                  |
| 수성 나들목          | 대구광역시 수성구                   | 중앙고속도로                           |
| 수원신갈 나들목      | 경기도 용인시                       | 경부고속도로                           |
| 순창 나들목          | 전라북도 순창군                     | 광주대구고속도로                       |
| 순천 나들목          | 전라남도 순천시                     | 남해고속도로                           |
| 순천만 나들목        | 전라남도 순천시                     | 남해고속도로                           |
| 승주 나들목          | 전라남도 순천시                     | 호남고속도로                           |
| 시흥 나들목          | 경기도 시흥시                       | 수도권제1순환고속도로                  |
| 신녕 나들목          | 경상북도 영천시                     | 영천상주고속도로                       |
| 신둔 나들목          | 경기도 이천시                       | 중부고속도로                           |
| 신림 나들목          | 강원특별자치도 원주시               | 중앙고속도로                           |
| 신북 나들목          | 경기도 포천시                       | 세종포천고속도로                       |
| 신양 나들목          | 충청남도 예산군                     | 서산영덕고속도로                       |
| 신월 나들목          | 서울특별시 양천구                   | 경인고속도로                           |
| 신천 나들목          | 경기도 시흥시                       | 제2경인고속도로                        |
| 신탄진 나들목        | 대전광역시 대덕구                   | 경부고속도로 서산영덕고속도로          |

## ㅇ
| 나들목 이름       | 소재지                | 소속 고속도로                 |
| ----------------- | --------------------- | ----------------------------- |
| 안녕 나들목       | 경기도 화성시         | 오산화성고속도로              |
| 안산 나들목       | 경기도 안산시         | 영동고속도로                  |
| 안성 나들목       | 경기도 안성시         | 경부고속도로                  |
| 안영 나들목       | 대전광역시 중구       | 대전남부순환고속도로          |
| 양감 나들목       | 경기도 화성시         | 평택파주고속도로              |
| 양산 나들목       | 경상남도 양산시       | 경부고속도로                  |
| 양양 나들목       | 강원특별자치도 양양군 | 서울양양고속도로 동해고속도로 |
| 양재 나들목       | 서울특별시 서초구     | 경부고속도로                  |
| 양주 나들목       | 경기도 양주시         | 수도권제2순환고속도로         |
| 양지 나들목       | 경기도 용인시         | 영동고속도로                  |
| 양촌 나들목       | 충청남도 논산시       | 호남고속도로지선              |
| 양평 나들목       | 경기도 양평군         | 중부내륙고속도로              |
| 어연 나들목       | 경기도 평택시         | 평택파주고속도로              |
| 여수대로 나들목   | 경기도 성남시         | 제2경인고속도로               |
| 여주 나들목       | 경기도 여주시         | 영동고속도로                  |
| 연무 나들목       | 충청남도 논산시       | 논산천안고속도로              |
| 연풍 나들목       | 충청북도 괴산군       | 중부내륙고속도로              |
| 연화산 나들목     | 경상남도 고성군       | 통영대전고속도로              |
| 영광 나들목       | 전라남도 영광군       | 서해안고속도로                |
| 영덕 나들목       | 경상북도 영덕군       | 서산영덕고속도로              |
| 영동 나들목       | 충청북도 영동군       | 경부고속도로                  |
| 영락 나들목       | 부산광역시 금정구     | 경부고속도로                  |
| 영산 나들목       | 경상남도 창녕군       | 중부내륙고속도로              |
| 영종 나들목       | 인천광역시 중구       | 제2경인고속도로               |
| 영주 나들목       | 경상북도 영주시       | 중앙고속도로                  |
| 영천 나들목       | 경상북도 영천시       | 경부고속도로                  |
| 예산수덕사 나들목 | 충청남도 예산군       | 서산영덕고속도로              |
| 예천 나들목       | 경상북도 예천군       | 중앙고속도로                  |
| 오산 나들목       | 경기도 오산시         | 경부고속도로                  |
| 오성 나들목       | 경기도 평택시         | 평택파주고속도로              |
| 오수 나들목       | 전라북도 임실군       | 순천완주고속도로              |
| 오창 나들목       | 충청북도 청주시       | 중부고속도로                  |
| 옥계 나들목       | 강원특별자치도 강릉시 | 동해고속도로                  |
| 옥곡 나들목       | 전라남도 광양시       | 남해고속도로                  |
| 옥과 나들목       | 전라남도 곡성군       | 호남고속도로                  |
| 옥련 나들목       | 인천광역시 연수구     | 제2경인고속도로               |
| 옥산 나들목       | 충청북도 청주시       | 경부고속도로                  |
| 옥정 나들목       | 경기도 양주시         | 수도권제2순환고속도로         |
| 옥천 나들목       | 충청북도 옥천군       | 경부고속도로                  |
| 온양 나들목       | 울산광역시 울주군     | 동해고속도로                  |
| 완주 나들목       | 전북특별자치도 완주군 | 새만금포항고속도로지선        |
| 왜관 나들목       | 경상북도 칠곡군       | 경부고속도로                  |
| 용봉 나들목       | 광주광역시 북구       | 호남고속도로                  |
| 용인 나들목       | 경기도 용인시         | 영동고속도로                  |
| 운수 나들목       | 광주광역시 광산구     | 무안광주고속도로              |
| 울산 나들목       | 울산광역시 울주군     | 울산고속도로                  |
| 원주 나들목       | 강원도 원주시         | 영동고속도로                  |
| 월롱 나들목       | 경기도 파주시         | 평택파주고속도로              |
| 유구 나들목       | 충청남도 공주시       | 서산영덕고속도로              |
| 유성 나들목       | 대전광역시 유성구     | 호남고속도로지선              |
| 유천 나들목       | 대구광역시 달서구     | 중부내륙고속도로지선          |
| 음성 나들목       | 충청북도 음성군       | 평택제천고속도로              |
| 의성 나들목       | 경상북도 의성군       | 중앙고속도로                  |
| 의정부 나들목     | 경기도 의정부시       | 수도권제1순환고속도로         |
| 이천 나들목       | 경기도 이천시         | 영동고속도로                  |
| 익산 나들목       | 전라북도 익산시       | 호남고속도로                  |
| 인제 나들목       | 강원특별자치도 인제군 | 서울양양고속도로              |
| 일로 나들목       | 전라남도 무안군       | 서해안고속도로                |
| 일산 나들목       | 경기도 고양시         | 서울외곽순환고속도로          |
| 일죽 나들목       | 경기도 안성시         | 중부고속도로                  |
| 임고 나들목       | 경상북도 영천시       | 새만금포항고속도로            |
| 임실 나들목       | 전북특별자치도 임실군 | 순천완주고속도로              |

## ㅈ
| 나들목 이름        | 소재지                | 소속 고속도로                          |
| ------------------ | --------------------- | -------------------------------------- |
| 장검 나들목        | 울산광역시 울주군     | 울산고속도로                           |
| 장성 나들목        | 전라남도 장성군       | 호남고속도로                           |
| 장성물류 나들목    | 전라남도 장성군       | 고창담양고속도로                       |
| 장수 나들목 (장수) | 전북특별자치도 장수군 | 새만금포항고속도로                     |
| 장수 나들목 (인천) | 인천광역시 남동구     | 수도권제1순환고속도로                  |
| 장안 나들목        | 부산광역시 기장군     | 동해고속도로                           |
| 장유 나들목        | 경상남도 김해시       | 남해고속도로제2지선                    |
| 장지 나들목        | 경상남도 함안군       | 남해고속도로                           |
| 장흥 나들목        | 전라남도 장흥군       | 남해고속도로                           |
| 전주 나들목        | 전북특별자치도 전주시 | 호남고속도로                           |
| 점촌함창 나들목    | 경상북도 상주시       | 중부내륙고속도로                       |
| 정남 나들목        | 경기도 화성시         | 평택파주고속도로 수도권제2순환고속도로 |
| 정안 나들목        | 충청남도 공주시       | 논산천안고속도로                       |
| 정읍 나들목        | 전북특별자치도 정읍시 | 호남고속도로                           |
| 제천 나들목        | 충청북도 제천시       | 중앙고속도로                           |
| 조안 나들목        | 경기도 남양주시       | 수도권제2순환고속도로                  |
| 조암 나들목        | 경기도 화성시         | 평택시흥고속도로                       |
| 조양 나들목        | 강원특별자치도 춘천시 | 서울양양고속도로                       |
| 주암 나들목        | 전라남도 순천시       | 호남고속도로                           |
| 중동 나들목        | 경기도 부천시         | 수도권제1순환고속도로                  |
| 중랑 나들목        | 서울특별시 중랑구     | 세종포천고속도로                       |
| 중앙탑 나들목      | 충청북도 충주시       | 중부내륙고속도로                       |
| 줄포 나들목        | 전라북도 부안군       | 서해안고속도로                         |
| 증평 나들목        | 충청북도 청주시       | 중부고속도로                           |
| 지곡 나들목        | 경상남도 함양군       | 통영대전고속도로                       |
| 지리산 나들목      | 전라북도 남원시       | 광주대구고속도로                       |
| 지수 나들목        | 경상남도 진주시       | 남해고속도로                           |
| 지천 나들목        | 경상북도 칠곡군       | 대구외곽순환고속도로                   |
| 진교 나들목        | 경상남도 하동군       | 남해고속도로                           |
| 진례 나들목        | 경상남도 김해시       | 남해고속도로                           |
| 진부 나들목        | 강원특별자치도 평창군 | 영동고속도로                           |
| 진성 나들목        | 경상남도 진주시       | 남해고속도로                           |
| 진안 나들목        | 전라북도 진안군       | 새만금포항고속도로                     |
| 진영 나들목        | 경상남도 김해시       | 부산외곽순환고속도로                   |
| 진월 나들목        | 전라남도 광양시       | 남해고속도로                           |
| 진주 나들목        | 경상남도 진주시       | 남해고속도로                           |
| 진천 나들목        | 충청북도 진천군       | 중부고속도로                           |
| 진해 나들목        | 경상남도 창원시       | 남해고속도로제3지선                    |

## ㅊ
| 나들목 이름     | 소재지                | 소속 고속도로        |
| --------------- | --------------------- | -------------------- |
| 창녕 나들목     | 경상남도 창녕군       | 중부내륙고속도로     |
| 창평 나들목     | 전라남도 담양군       | 호남고속도로         |
| 천안 나들목     | 충청남도 천안시       | 경부고속도로         |
| 청도 나들목     | 경상북도 청도군       | 중앙고속도로         |
| 청라 나들목     | 인천광역시 서구       | 인천국제공항고속도로 |
| 청량 나들목     | 울산광역시 울주군     | 동해고속도로         |
| 청북 나들목     | 경기도 평택시         | 평택제천고속도로     |
| 청송 나들목     | 경상북도 청송군       | 서산영덕고속도로     |
| 청양 나들목     | 충청남도 청양군       | 익산평택고속도로     |
| 청주 나들목     | 충청북도 청주시       | 경부고속도로         |
| 청통와촌 나들목 | 경상북도 영천시       | 새만금포항고속도로   |
| 초월 나들목     | 경기도 광주시         | 광주원주고속도로     |
| 추부 나들목     | 충청남도 금산군       | 통영대전고속도로     |
| 추풍령 나들목   | 경상북도 김천시       | 경부고속도로         |
| 축동 나들목     | 경상남도 사천시       | 남해고속도로         |
| 춘장대 나들목   | 충청남도 서천군       | 서해안고속도로       |
| 춘천 나들목     | 강원특별자치도 춘천시 | 중앙고속도로         |
| 충주 나들목     | 충청북도 충주시       | 중부내륙고속도로     |
| 칠갑산 나들목   | 충청남도 청양군       | 서천공주고속도로     |
| 칠곡 나들목     | 대구광역시 북구       | 중앙고속도로         |
| 칠곡물류 나들목 | 경상북도 칠곡군       | 경부고속도로         |
| 칠서 나들목     | 경상남도 함안군       | 중부내륙고속도로     |

## ㅋ
| 나들목 이름 | 소재지 | 소속 고속도로 |
| ----------- | ------ | ------------- |

## ㅌ
| 나들목 이름            | 소재지                | 소속 고속도로         |
| ---------------------- | --------------------- | --------------------- |
| 탄천 나들목            | 충청남도 공주시       | 논산천안고속도로      |
| 태인 나들목            | 전북특별자치도 정읍시 | 호남고속도로          |
| 토평 나들목            | 경기도 구리시         | 수도권제1순환고속도로 |
| 통도사 나들목          | 울산광역시 울주군     | 경부고속도로          |
| 통도사 하이패스 나들목 | 경상남도 양산시       | 경부고속도로          |
| 통영 나들목            | 경상남도 통영시       | 통영대전고속도로      |
| 통일로 나들목          | 경기도 고양시         | 수도권제1순환고속도로 |
| 퇴계원 나들목          | 경기도 남양주시       | 수도권제1순환고속도로 |

## ㅍ
| 나들목 이름     | 소재지                | 소속 고속도로                         |
| --------------- | --------------------- | ------------------------------------- |
| 파군재 나들목   | 대구광역시 동구       | 대구외곽순환고속도로                  |
| 판교 나들목     | 경기도 성남시         | 경부고속도로                          |
| 판암 나들목     | 대전광역시 동구       | 통영대전고속도로 대전남부순환고속도로 |
| 팔공산 나들목   | 대구광역시 동구       | 새만금포항고속도로                    |
| 평창 나들목     | 강원특별자치도 평창군 | 영동고속도로                          |
| 평촌 나들목     | 경기도 안양시         | 수도권제1순환고속도로                 |
| 평택고덕 나들목 | 경기도 평택시         | 평택제천고속도로                      |
| 포곡 나들목     | 경기도 용인시         | 수도권제2순환고속도로                 |
| 포천 나들목     | 경기도 포천시         | 세종포천고속도로                      |
| 포항 나들목     | 경상북도 포항시       | 새만금포항고속도로                    |
| 풍기 나들목     | 경상북도 영주시       | 중앙고속도로                          |

## ㅎ
| 나들목 이름     | 소재지                | 소속 고속도로                         |
| --------------- | --------------------- | ------------------------------------- |
| 하남 나들목     | 경기도 하남시         | 중부고속도로                          |
| 하동 나들목     | 경상남도 하동군       | 남해고속도로                          |
| 하조대 나들목   | 강원특별자치도 양양군 | 동해고속도로                          |
| 학전 나들목     | 경상북도 포항시       | 새만금포항고속도로                    |
| 한림 나들목     | 경상남도 김해시       | 부산외곽순환고속도로                  |
| 함안 나들목     | 경상남도 함안군       | 남해고속도로                          |
| 함양 나들목     | 경상남도 함양군       | 광주대구고속도로                      |
| 함평 나들목     | 전라남도 함평군       | 서해안고속도로                        |
| 해룡 나들목     | 전라남도 순천시       | 남해고속도로                          |
| 해미 나들목     | 충청남도 서산시       | 서해안고속도로                        |
| 해운대 나들목   | 부산광역시 기장군     | 동해고속도로                          |
| 해인사 나들목   | 경상남도 합천군       | 광주대구고속도로                      |
| 향남 나들목     | 경기도 화성시         | 평택파주고속도로                      |
| 헌릉 나들목     | 서울특별시 서초구     | 용인서울고속도로                      |
| 현풍 분기점     | 대구광역시 달성군     | 중부내륙고속도로 중부내륙고속도로지선 |
| 호원 나들목     | 경기도 의정부시       | 수도권제1순환고속도로                 |
| 화성 나들목     | 경기도 화성시         | 수도권제2순환고속도로                 |
| 홍성 나들목     | 충청남도 홍성군       | 서해안고속도로                        |
| 홍천 나들목     | 강원특별자치도 홍천군 | 중앙고속도로                          |
| 화도 나들목     | 경기도 남양주시       | 서울양양고속도로                      |
| 화서 나들목     | 경상북도 상주시       | 서산영덕고속도로                      |
| 화원옥포 나들목 | 대구광역시 달성군     | 중부내륙고속도로지선                  |
| 활천 나들목     | 울산광역시 울주군     | 경부고속도로                          |
| 황간 나들목     | 충청북도 영동군       | 경부고속도로                          |
| 황전 나들목     | 전라남도 순천시       | 순천완주고속도로                      |
| 회인 나들목     | 충청북도 보은군       | 서산영덕고속도로                      |
| 횡성 나들목     | 강원특별자치도 횡성군 | 중앙고속도로                          |
| 흥덕 나들목     | 경기도 용인시         | 용인서울고속도로                      |
| 흥도 나들목     | 경기도 고양시         | 평택파주고속도로                      |
| 흥천이포 나들목 | 경기도 여주시         | 광주원주고속도로                      |

## 기타
| 나들목 이름 | 소재지 | 소속 고속도로 |
| ----------- | ------ | ------------- |

## 같이 보기
- 대한민국의 고속도로 분기점 목록